# フリードリヒ2世オイゲン (ヴュルテンベルク公)
フリードリヒ2世オイゲン（Friedrich II. Eugen, 1732年1月21日 - 1797年12月23日）は、ヴュルテンベルク公（在位：1795年 - 1797年）。ヴュルテンベルク公カール・アレクサンダーと妃マリア・アウグスタ・フォン・トゥルン・ウント・タクシスの四男として、シュトゥットガルトで生まれた。カール・オイゲン公、ルートヴィヒ・オイゲン公の弟にあたる。
1795年、次兄ルートヴィヒ・オイゲンの急死により公位を継いだが2年後に急死、長男のフリードリヒ3世が後を継いだ。

## 家族
妃フリーデリケ・ドロテア・ゾフィア（ホーエンツォレルン家傍系のブランデンブルク＝シュヴェート辺境伯フリードリヒ・ヴィルヘルムの娘、フリードリヒ・ヴィルヘルム大選帝侯の曾孫）との間に12子をもうけた。
- フリードリヒ1世（1754年 - 1816年） - ヴュルテンベルク公としてはフリードリヒ3世、後に初代ヴュルテンベルク王となった。
- ルートヴィヒ（1756年 - 1817年）
- オイゲン（1758年 - 1822年）
- ゾフィー・ドロテア（1759年 - 1828年） - ロシア皇帝パーヴェル1世の皇后。ロシア語名マリア・フョードロヴナ
- ヴィルヘルム（1761年 - 1830年）
- フェルディナント（1763年 - 1834年）
- フリーデリケ（1765年 - 1785年） - オルデンブルク大公ペーター1世の妃
- エリーザベト（1767年 - 1790年） - 神聖ローマ皇帝フランツ2世の最初の妃（夫の即位前に死去）
- ヴィルヘルミーネ（1768年、夭折）
- カール（1770年 - 1791年）
- アレクサンダー（1771年 - 1833年）
- ハインリヒ（1772年 - 1833年） - 1798年にカロリーナ・アレクセイ（1779年 - 1853年、ウラッハ伯夫人）と貴賤結婚